# Agricoltura di precisione

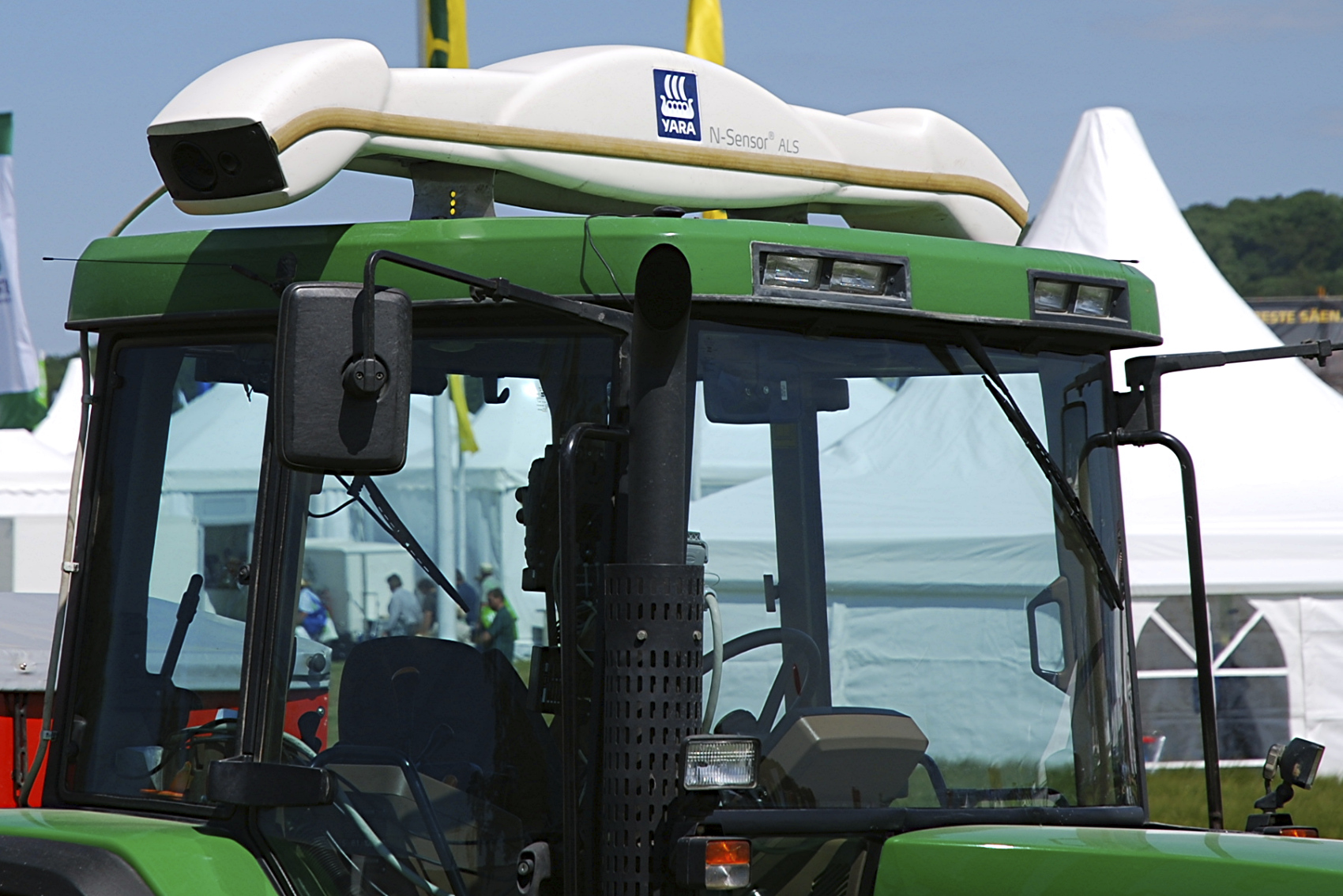
"N-Sensor ALS" Yara montato sul tettuccio di una trattrice – un sistema che registra la luce riflessa dalla copertura vegetale, calcola gli apporti per la concimazione e varia la quantità di fertilizzante distribuita

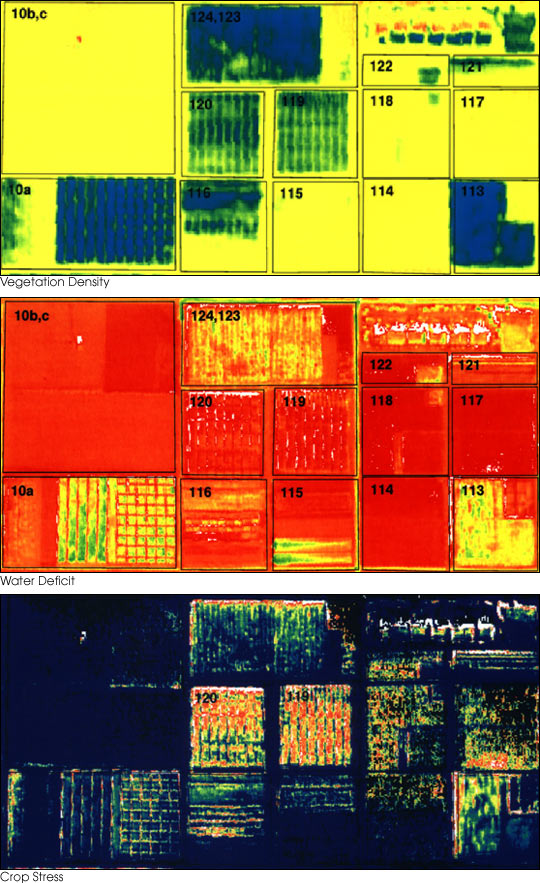
Applicazione del telerilevamento all'agricoltura di precisione, ad ogni pixel è associato un indice calcolato tramite la riflessione luminosa e la temperatura delle colture e del terreno: l'immagine in alto ("Normalized Difference Vegetation Index", o NDVI) mostra la vigoria delle colture; l'immagine centrale è una mappa del deficit idrico del terreno (NDWI); l'immagine inferiore (NDMI) mostra i punti in cui le colture hanno più bisogno di apporto idrico.

L'agricoltura di precisione è una strategia di gestione dell’attività agricola con la quale i dati vengono raccolti, elaborati, analizzati e combinati con altre informazioni per orientare le decisioni in funzione della variabilità spaziale e temporale al fine di migliorare l'efficienza nell'uso delle risorse, la produttività, la qualità, la redditività e la sostenibilità della produzione agricola.
Precedenti definizioni fanno riferimento a una strategia gestionale dell'agricoltura che si avvale di moderne strumentazioni ed è mirata all'esecuzione di interventi agronomici tenendo conto delle effettive esigenze colturali e delle caratteristiche biochimiche e fisiche del suolo.

## Panoramica
La prime applicazioni dell'agricoltura di precisione, sono state relative all'impiego di satelliti, immagini aeree, previsioni meteorologiche, fertilizzazione a rateo variabile e indicatori di salute delle piante La seconda ondata applica i dati aggregati ottenuti delle macchine per gestire in modo più preciso piantumazioni, mappature topografiche e del suolo.
L'agricoltura di precisione punta all'ottimizzazione della gestione a vari livelli:
- agronomico: adeguando le pratiche agricole alle esigenze delle colture (ad esempio, gli apporti di fertilizzanti);
- ambientale: riducendo i rischi ambientali e l'impronta dell'attività agricola (ad esempio limitando la lisciviazione dell'azoto)[5];
- economico: incrementando la competitività attraverso pratiche più efficienti (ad esempio, una migliore gestione dell'uso dei fertilizzanti e di altri input).

L'agricoltura di precisione fornisce inoltre agli agricoltori la possibilità di:
- documentare la attività della propria azienda agricola (gestione semplificata del registro dei trattamenti e dei movimenti del magazzino);
- migliorare la pianificazione agronomica;
- promuovere la tracciabilità dei loro prodotti;
- migliorare la commercializzazione dei propri prodotti;
- migliorare la qualità intrinseca dei prodotti (ad esempio il livello di proteine nel grano[6]).

## Guida assistita
La maggior parte dei sistemi opera mediante un ricevitore GPS collegato al trattore agricolo o alla mietitrebbiatrice permettendo l'identificazione in tempo reale della posizione. Il sistema di guida automatica agisce direttamente sullo sterzo dove il GPS mantiene esattamente parallele le passate con una minima sovrapposizione portando come benefici un minore stress per l'operatore, risparmio di tempo e sprechi. Il sistema di guida assistita invece prevede un computer touch sul quale è schematizzata la dimensione del campo da trattare e la forma del trattore; vengono inoltre visualizzate le passate appena eseguite. Nel momento in cui l'operatore va ad effettuare delle sovrapposizioni il palmare segnala l'evento, generalmente tramite segnale acustico. Naturalmente, l'impostazione essenziale è che l'operatore vada a definire la larghezza di lavoro dell'attrezzo agricolo accoppiato al trattore.

## Prelievi di campioni
Sfruttando sempre sistemi GPS è possibile localizzare a posteriori il luogo esatto dove si era prelevato un campione del terreno; inoltre vari software consentono - specificati gli estremi del campo - di calcolare le posizioni in cui è opportuno prelevare i campioni.

## Dati in campo
Esistono più sistemi che possono rilevare i diversi parametri delle produzioni in campo. Ad esempio quelli installati sulle mietitrebbiatrici sono in grado di monitorare continuamente la quantità di produzione. È importante consultare tali dati per capire in quali zone si è prodotto di più e in quali meno e perché: questo aiuta nelle scelte da effettuare nell'anno seguente.
Uno dei sistemi più utilizzati negli ultimi anni per effettuare analisi e monitoraggio delle colture è quello dei droni. Grazie a questa tecnologia è possibile ricavare una grossa mole di dati necessaria alla corretta gestione del terreno e delle piante, per salvaguardarne la salute ed aumentarne la resa. Secondo Goldman Sachs, una delle più grandi banche d'investimenti al mondo, il mercato della robotica agricola varrà oltre 200 miliardi di dollari nel 2022, e sarà in grado di ridurre l'utilizzo di risorse come acqua, fertilizzanti e pesticidi.
Incerta è l'efficacia dei dati di campo costituiti dagli indici vegetazionali-spettrofotometrici (es. NDVI , GNDVI) in relazione alle mappe di prescrizione, e quindi in relazione alle scelte di concimazione; gli indici in questione non misurano direttamente le quantità di nutrienti presenti nel suolo, neanche quando si tratti dell'azoto, infatti non è possibile ricavare direttamente da tali indici le parti per milione, in termini di mg/kg di suolo, degli elementi nutritivi mancanti; in realtà l'impiego di questi indici ai fini della determinazione delle quantità della concimazione richiede una stima doppiamente indiretta, perché questa stima procede, in un primo momento, ricercando una correlazione tra indice vegetazionale e produzione attesa (momento dello studio delle "mappe di produzione") e, in un secondo momento, ricercando una correlazione tra produzione attesa e fabbisogni nutrizionali richiesti, appoggiandosi a studi dose-risposta convenzionali rinvenibili nella letteratura agronomica. A sua volta gli studi dose-risposta riferiti alle singole colture costituiscono modelli riduzionisti del rapporto tra concimazione e resa della coltura, che trascurano le situazioni ambientali e fisiologiche complesse della coltura. In definitiva riduzionismo e approssimazione costituiscono allo stato (anno 2021) i tratti distintivi del trattamento dei dati di campo nell'ambito della cosiddetta "agricoltura di precisione".

## Macchine per il dosaggio variabile
Sono sistemi che lavorano in stretto contatto con i dati ricevuti al momento della raccolta. Quando si tratta di tornare sul campo per eseguire ad esempio delle concimazioni il software analizzando i dati di produzione identificherà le zone in cui il prodotto è minore e permetterà alla macchina di rilasciare automaticamente una quota maggiore di concime in queste zone.